# Движение за социальную эволюцию Чёрной Африки
Движение за социальную эволюцию Чёрной Африки, ДСЭЧА (фр. Mouvement pour l'évolution sociale de l'Afrique noire, MESAN) — правящая (и с 1962 года единственная легальная) политическая партия Центральноафриканской Республики и Центральноафриканской Империи в 1960—1979 годах.

## Основание партии
Движение за социальную эволюцию Чёрной Африки было основано 28 сентября 1949 года в Банги депутатом Национального собрания Франции от колонии Убанги-Шари Бартелеми Богандой. В следующем, 1950 году, на I съезде, который принял Устав МЕСАН, движение было преобразовано в партию под тем же названием. Создаваемая МЕСАН планировалась Богандой как партия межтерриториальная и транснациональная, поэтому её первые отделения были основаны в административных центрах всех основных колоний Французской Экваториальной Африки — в Убанги-Шари, в Браззавиле (Французское Конго) и в Форт-Лами (Чад).

## История партии

### От Убанги-Шари к Центральноафриканской республике
С момента своего основания МЕСАН столкнулась с сопротивлением французских колониальных властей, а также с сильной конкуренцией со стороны Движения французского народа и влиятельной межтерриториальной партии Африканское демократическое объединение. Не ставя первоначально задачи добиться независимости Убанги-Шари, Бартелеми Боганда развернул активную пропаганду во всех слоях африканского общества. Благодаря радикальным и доступным пониманию речам Боганды партия приобрела большое влияние, прежде всего, в сельской местности, а не среди горожан и эволюэ — европейски образованных африканцев, которых Боганда считал рабами европейцев и презрительно именовал «чёрно-белыми» («Mboundjou-Voko»). Опора МЕСАН на широкие слои населения не позволила французской колониальной администрации и французским компаниям политически уничтожить ни Боганду, которого они считали опасным революционным демагогом, ни его партию. Уже в марте 1952 года МЕСАН набрала большинство голосов на выборах в Территориальную ассамблею Убанги-Шари, а на выборах 31 марта 1957 года завоевала все места в Территориальном собрании, получив 347 000 голосов из 356 000. Представитель МЕСАН Абель Гумба сформировал Правительственный совет колонии, где члены партии также получили все посты.
Однако планы Боганды по-прежнему не ограничивались территорией Убанги-Шари. Став 18 июня 1957 года главой Большого совета Французской Экваториальной Африки, он попытался подготовить создание в будущем на её базе федерации французских колоний под наименованием Центральноафриканская республика, а затем (17 октября 1958 года) выступил с идеей создания Соединённых Штатов Латинской Африки. Эта федерация должна была включать в себя Чад, Убанги-Шари, Габон, Камерун и Конго, принадлежавшую Испании Экваториальную Гвинею, Бельгийское Конго, Руанду и Бурунди, а также португальскую Анголу. Навстречу Боганде первоначально пошли лидеры самой влиятельной в ФЭА Прогрессивной партии Чада, надеявшиеся на присоединение МЕСАН к Африканскому демократическому объединению — они разрешили создание отделения МЕСАН в Чаде. Однако в июле 1958 года делегация МЕСАН во главе с Абелем Гумбой отправляется в Котону на съезд созданной Леопольдом Сенгором межтерриториальной Партии африканской перегруппировки, конкурента Африканского демократического объединения. МЕСАН присоединилась в Партии африканской перегруппировки, после чего были продолжены попытки создания федерации. Однако ни одна из федералистских идей Боганды не была реализована, наименование Центральноафриканская Республика получила в 1958 году только Убанги-Шари, а партия МЕСАН так и не стала межтерриториальной или транснациональной.
После смерти Боганды в авиационной катастрофе 29 марта 1959 года, его кузен и министр внутренних дел автономии Давид Дако оттеснил от руководства Абеля Гумбу, взял под свой контроль партию и в 1960 году стал первым президентом независимой Центральноафриканской республики.

### МЕСАН в правление Давида Дако (1960—1966)
В 1960 году от МЕСАН откололось Движение демократической эволюции Центральной Африки (ДДЭЦА, MEDAC), которое возглавил отстранённый от власти Абель Гумба. Хотя в стране формально сохранялась многопартийность и действовали малочисленные секции Африканского социалистического движения и Африканского демократического сообщества, ДДЭЧА было распущено по приказу президента Дако, а руководители и активисты движения были арестованы. В июле 1962 года II съезд МЕСАН принял решения о введении в Центральноафриканской республике однопартийной системы и о новых мерах по развитию страны. В соответствии с его решениями в ноябре того же года были официально распущены все оппозиционные партии и организации, а также близкие к ним профсоюзы. Таким образом в ноябре 1962 года МЕСАН стала единственной политической партией ЦАР. Однопартийная система обеспечила МЕСАН победу на президентских выборах в январе 1964 года, на парламентских выборах в апреле и на муниципальных выборах в ноябре. Прошедший 30 марта — 4 апреля 1964 года III съезд МЕСАН принял решения о развитии экономики страны, в первую очередь сельского хозяйства. Были внесены изменения в Устав партии, в том числе и положение о том, что финансовые средства МЕСАН отныне станут частью государственного бюджета.

### МЕСАН в правление Жана-Беделя Бокассы (1966—1976)
После переворота 31 декабря 1965 года и свержения Давида Дако Жана-Бедель Бокасса провозгласил себя не только президентом и главой правительства, но и президентом МЕСАН. Поскольку в условиях военного правления партийные структуры не были востребованы, деятельность МЕСАН фактически была приостановлена, только в феврале 1972 года созванный президентом IV съезд МЕСАН назначил Бокассу пожизненным президентом Центральноафриканской республики и пожизненным президентом МЕСАН, Элизабет Домитьен — вице-президентом МЕСАН, а также присвоил Бокассе звание маршала. В том же году бывший член МЕСАН Абель Гумба заявил о создании нелегального освободительного движения Патриотический фронт Убанги (Front patriotique de Ubangi), чем нарушил монополию МЕСАН на власть.
Бокасса превратил партию в полувоенную организацию, в которую автоматически принималось всё взрослое населения, достигшее 18 лет. В системе МЕСАН действовала партийная полиция — Комитет бдительности, подчинённый Политбюро МЕСАН". 4 сентября 1976 года, в период увлечения Бокассы теориями Муаммара Каддафи, в рамках МЕСАН был создал Совет центральноафриканской революции (как аналог Совета революционного командования Ливии, который являлся высшим органом правящей партии Арабский социалистический союз).

### МЕСАН в Центральноафриканской империи. Роспуск партии.
11 ноября 1976 года Бокасса созвал Чрезвычайный съезд МЕСАН, который по его инициативе 4 декабря 1976 года принял новую конституцию, провозгласил страну империей, а Бокассу императором Центральноафриканской империи.
Название партии было закреплено в официальном титуле императора: «Император Центральной Африки в соответствии с желанием центральноафриканского народа, объединенного в пределах национальной политической партии, MESAN».
После этого Бокасса начал активно выстраивать структуры МЕСАН, необычным образом вписывая партию в монархическую систему, в которой присутствовали и правящая династия, и императорский двор, и назначенная императором аристократия. В январе 1977 года была создана дочерняя молодёжная организация МЕСАН — Союз центральноафриканской молодёжи, в мае 1978 года партийные комитеты МЕСАН были созданы в префектурах, городах и деревнях.
Однако дальнейшее развитие симбиоза монархии и однопартийной системы было прервано в 1979 году свержением императора Бокассы. Его преемник (и предшественник) Давид Дако 24 ноября 1979 года распустил Движение за социальную эволюцию Чёрной Африки (МЕСАН) и в январе следующего года провозгласил создание на его базе Центральноафриканского демократического союза (Union Démocratique Centrafricaine).

## Задачи партии
МЕСАН признавала принцип неприкосновенности частной собственности, а свои цели выражало в виде пяти призывов: «Обучить, вылечить, накормить, одеть, обеспечить жильём». Она провозглашала себя националистическим политическим движением, призванным объединить «всех чернокожих мира» и «содействовать политической, экономической и социальной эволюции Чёрной Африки, сломать барьеры трибализма и расизма, заменить унижение колониального подчинения человеческими братством и сотрудничеством».

В 1964 году III съезд МЕСАН принял новый Устав партии, который одновременно являлся и её программой. В нём говорилось: 
Движение за социальную эволюцию Чёрной Африки — это политическая организация, деятельность которой базируется на демократии и дисциплине. Она состоит из крестьян, рабочих и других трудящихся без различия расы, вероисповедания, происхождения и пола.
 Во внутренней политике партия ставила задачи укрепления национального единства, преодоления экономической отсталости, поощрения национальных и иностранных инвестиций, считала необходимыми создание кооперативного сектора и борьбу с неграмотностью. Во внешней политике МЕСАН декларировала принципы неприсоединения, выступала за развитие отношений с Советским Союзом и социалистическими странами.

## Структура партии
Движение за социальную эволюцию Чёрной Африки (МЕСАН) объединяла в своих рядах всё взрослое население Центральноафриканской республики. Первичными организациями МЕСАН являлись партийные комитеты коммуны или квартала, объединённые в подсекции на уровне супрефектур и в секции на уровне 15 префектур ЦАР. Высшим органом партии был съезд, а между съездами — Руководящий комитет МЕСАН и Исполнительный комитет МЕСАН. Координировали деятельность комитетов Председатель (Президент) МЕСАН (этот пост занимали Б.Боганда, Д.Дако и Ж.-Б.Бокасса) и Генеральный секретарь МЕСАН (этот пост при Бокассе определённое время занимал Ш. Ондома).
Членские взносы МЕСАН шли в государственный бюджет, а вся работа партии и содержание её аппарата в свою очередь финансировались из госбюджета.
Центральным печатным органом партии являлась газета «Африканская земля» (фр. «La terre africaine», «Терр африкэн»).

## Съезды МЕСАН
- I съезд — 1950 год;
- II съезд — ?;
- III съезд — 30 марта — 4 апреля 1964 года, Банги;
- IV съезд — февраль 1972 года, Банги;
- Чрезвычайный съезд — 11 ноября — 4 декабря 1976 года, Банги.